# Mianquan
Il Mianquan (绵拳, pugilato ininterrotto o morbido) è uno stile di arti marziali cinesi del Nord della Cina, diffuso in particolare nella zona centrale della provincia di Hebei. Ha come punto centrale l'utilizzo del Rou (柔, morbido).
Nel 1936 venne dimostrata una sequenza di Mianzhang (绵掌, palmo morbido) durante i giochi olimpici di Berlino da Fu Shuyun(傅淑云), donna, membro di una rappresentanza del Wushu Cinese. Wu Bin e altri identificano questa sequenza come appartenente al Mianquan.

## Taolu
Vi sono due Taolu: Yilu (一路, prima via) anche detto Liujiashi (六架式); Erlu (二路, seconda via) anche detto Dabazhe (大八折).

## Curiosità
Mileena, nella serie di giochi Mortal Kombat, utilizza il Mianquan come secondo stile di combattimento in Mortal Kombat: Deception e come primo stile in Mortal Kombat: Armageddon.